# سید سیلور
سید سیلور (انگلیسی: Syd Saylor؛ ‏ ۲۴ مارس ۱۸۹۵ – ۲۱ دسامبر ۱۹۶۲) بازیگر اهل ایالات متحده آمریکا بود. او دانش‌آموختهٔ مؤسسه هنر شیکاگو است و پیش از بازیگری، کارهای هنری انجام می‌داد.

## گزیدهٔ فیلم‌شناسی
- قانون دریا
- بانو و آقا
- جنگل گمشده
- ایب لینکلن در ایلینوی
- احمق آمریکایی خوش‌تیپ
- نیمروز
- دیوانگان رقص
- خیابان اسکارلت
- جرم در خیابان‌ها
- کینگ کونگ
- آریزونا
- چراغ گاز
- بوفالو بیل
- پرواز آزمایشی
- مرد محبوب و موفق
- فریسکو جنی
- دوجینش ارزان‌تر است
- ابوت و کاستلو به مریخ می‌روند
- مردگان متحرک
- ارابه‌های جنگی
- پیاده‌روهای نیویورک
- زمانی برای کشتن